# Time and the Rani
Time and the Rani (Le temps et la Rani) est le premier épisode de la 24e saison de la première série de Doctor Who. Il a été diffusé en quatre parties, du 7 au 28 septembre 1987. Il marque la première apparition de Sylvester McCoy dans le rôle du 7e Docteur. Il s'agit aussi d'un des épisodes les plus moqués de la série [Par qui ?].

## Accroche
Le TARDIS s'écrase sur la planète Lakertya. Le Docteur, mort au moment du choc et en proie à une crise de régénération, se met à aider son ennemie, la Rani qu'il prend pour son assistante, Mel pour une ennemie. Celle-ci vient en aide aux habitants de la planète.

## Distribution
- Sylvester McCoy — Le Docteur
- Bonnie Langford — Mel Bush
- Kate O'Mara — Rani
- Mark Greenstreet — Ikona
- Donald Pickering — Beyus
- Wanda Ventham — Faroon
- Karen Clegg — Sarn
- Richard Gauntlett — Urak
- John Segal — Lanisha
- Peter Tuddenham, Jacki Webb — Voix

## Résumé
Alors qu'il est en vol, le TARDIS est attaqué par Rani, une des maitresses du temps et s'écrase sur la planète Lakertya. Mort lors du choc, le Docteur entame sa nouvelle régénération. Encore confus par la régénération, le Docteur est séparé de son compagnon Mel Bush et est manipulé par Rani afin de l'aider à construire une machine qui s'avère être un manipulateur de temps géant. Perdue sur une planète désolée, Mel rencontre un autochtone, Ikona, qui l'aide à échapper aux pièges disposés par Rani et aux assauts de ses sbires, des créatures à tête de chauve-souris nommées les Tetraps. Ikona la mène vers son peuple, les Lakertyans, qui cherchent désespérément à se rebeller contre le pouvoir tyrannique que Rani exerce sur leur planète.
Aidant Rani qu'il prend pour Mel, le Docteur ignore que son plan consiste en outre à enlever les scientifiques les plus célèbres de l'univers afin que leurs cerveaux puissent être agglomérés au sein de sa gigantesque machine, et qu'une place est réservée pour le Docteur. Seulement, une fois celui-ci placé dans la machine, l'ordinateur se met à souffrir de désordre de la personnalité multiple. Le Docteur parvient toutefois à s'en échapper, à libérer les Lakertyans et à détruire la machine avant que celle-ci n'éradique toute forme de vie sur la planète. Rani parvient à s'échapper à bord de son TARDIS, mais celui-ci a été envahi par les Tetraps et ceux-ci se vengent de son influence dictatoriale sur eux. Le Docteur est salué par les Lakertyans et emmène tous les génies dans son TARDIS afin de les ramener à leur époque.

### Continuité
- Les causes de la mort du Docteur lors de cet épisode sont assez inconnues ainsi que la façon dont il s'est retrouvé dans le vortex de Rani. De nombreux romans dérivés de la série, comme Timewyrm: Revelation, Love and War de Paul Cornell ou Head Games de Steve Lyons tentent d'expliquer que le 6e Docteur est entré de lui-même dans le vortex. Colin Baker accepte finalement de jouer dans une histoire racontant sa régénération en 2015, dans des épisodes audios produits par Big Finish qui apportent également une version différente des circonstances qui ont mené à la régénération de ce docteur.
- De même, le retour de la Rani après l'épisode « The Mark of the Rani » où elle était piégée avec le Maître n'a pas non plus d'explication claire : la novélisation de l'épisode et le roman dérivé de la série, "State of Change" apportent deux versions extrêmement différentes.
- Lorsque le Docteur essaie de nouveaux vêtements, on le voit successivement arborer les costumes de fourrure du deuxième, une chemise à jabot (troisième Docteur), un grand chapeau et une longue écharpe (quatrième Docteur) et une veste de cricket (cinquième Docteur).
- On revoit le vélo d'appartement utilisé par le Docteur dans « Terror of the Vervoids »
- Albert Einstein croise à nouveau le Docteur dans le mini-épisode « Death is the Only Answer »